# Hackvads socken
Hackvads socken i Närke ingick i Grimstens härad, ingår sedan 1995 i Lekebergs kommun i Örebro län och motsvarar från 2016 Hackvads distrikt.
Socknens areal är 19,38 kvadratkilometer, varav 18,97 land. År 2000 fanns här 288 invånare. Sockenkyrkan Hackvads kyrka ligger i socknen.

## Administrativ historik
Hackvads socken har medeltida ursprung. 
Vid kommunreformen 1862 övergick socknens ansvar för de kyrkliga frågorna till Hackvads församling och för de borgerliga frågorna till Hackvads landskommun. Landskommunen inkorporerades 1952 i Lekebergs landskommun som 1971 uppgick i Örebro kommun för att 1995 brytas ut och uppgå i Lekebergs kommun. Församlingen uppgick 2006 i Edsbergs församling.
1 januari 2016 inrättades distriktet Hackvad, med samma omfattning som församlingen hade 1999/2000.
Socknen har tillhört fögderier, tingslag och domsagor enligt vad som beskrivs i artikeln Grimstens härad.  De indelta soldaterna tillhörde Närkes regemente, Askersunds kompani och Livregementets husarkår, Västernärke skvadroner.

## Geografi
Hackvads socken ligger väster om Hallsberg. Socknen är slättbygd på Närkeslätten där drumliner går i nord sydlig riktning, se Drumlinområdet i Närke.

## Fornlämningar
Tre hällkistor från stenåldern och gravrösen från bronsåldern är funna liksom sex gravfält från järnåldern med domarring. En offerkälla, Botels källa är känd.

## Namnet
Namnet (1314 Hakuas') innehåller i efterleden ås. Förleden tycks innehålla haka, 'utsprång' och bör då syfta på ett utstickande stycke av en ås/drumlins.

## Befolkningsutveckling
| Befolkningsutvecklingen i Hackvads socken 1790–1990                                                     | Befolkningsutvecklingen i Hackvads socken 1790–1990 | Befolkningsutvecklingen i Hackvads socken 1790–1990 | Befolkningsutvecklingen i Hackvads socken 1790–1990 | Befolkningsutvecklingen i Hackvads socken 1790–1990 |
| --- | --------------------------------------------------- | --------------------------------------------------- | --------------------------------------------------- | --------------------------------------------------- |
| |                                                     |                                                     |                                                     |                                                     |
| År |                                                     |                                                     | Folkmängd                                           |                                                     |
| 1790 | 1790                                                |                                                     | 518                                                 |                                                     |
| 1810 | 1810                                                |                                                     | 523                                                 |                                                     |
| 1820 | 1820                                                |                                                     | 502                                                 |                                                     |
| 1830 | 1830                                                |                                                     | 555                                                 |                                                     |
| 1840 | 1840                                                |                                                     | 566                                                 |                                                     |
| 1850 | 1850                                                |                                                     | 618                                                 |                                                     |
| 1860 | 1860                                                |                                                     | 712                                                 |                                                     |
| 1870 | 1870                                                |                                                     | 758                                                 |                                                     |
| 1880 | 1880                                                |                                                     | 678                                                 |                                                     |
| 1890 | 1890                                                |                                                     | 683                                                 |                                                     |
| 1900 | 1900                                                |                                                     | 701                                                 |                                                     |
| 1910 | 1910                                                |                                                     | 666                                                 |                                                     |
| 1920 | 1920                                                |                                                     | 609                                                 |                                                     |
| 1930 | 1930                                                |                                                     | 574                                                 |                                                     |
| 1940 | 1940                                                |                                                     | 514                                                 |                                                     |
| 1950 | 1950                                                |                                                     | 447                                                 |                                                     |
| 1960 | 1960                                                |                                                     | 374                                                 |                                                     |
| 1970 | 1970                                                |                                                     | 284                                                 |                                                     |
| 1980 | 1980                                                |                                                     | 318                                                 |                                                     |
| 1990 | 1990                                                |                                                     | 308                                                 |                                                     |
| Anm: Källor: Umeå universitet - Tabellverket 1749-1859, Demografiska databasen, CEDAR, Umeå universitet |                                                     |                                                     |                                                     |                                                     |